# 記別
記別（きべつ、サンスクリット：व्याकरण vyaakaraNa）は、仏が弟子に成仏することを予言し記すこと。またそれを説いた経典（記別経）のこと。
記別経は、分別経（ふんべつきょう）・記・記説などとも訳され、原語の vyaakaraNa は、「分ける」という意味の動詞 "vyaakaroti" から派生し、分別・説明・解答を意味している。また言語を分析するところから「文法」という意味ももっている。これから転じて「未来を予言する」という意味が生じ、後世になって如来から記別を受けるという予言を説く授記作仏（じゅきさぶつ）思想が発達する。また、記別の語は十二部経のうちの一つである。
伝統的な解釈として『瑜伽師地論』巻25・『顕揚論』（けんようろん）巻6・『阿毘達磨集論』（あびだつまじゅうろん）巻6・『雑集論』（ぞうじゅうろん）巻11などでは、経に対して、より詳説分別広説し、未了義の経を説明解釈するものであるとしている。しかしこれでは十二部経の「論議」（優婆提舎〈うばだいしゃ〉）と区別できない。
真の意味は『婆沙論』巻126・『成実論』（じょうじつろん）巻1・『順正理論』（じゅんしょうりろん）巻44に説かれているとおり「問答体」である。記別には本来、問い (prazna) に対する解答の意味がある。『阿含経』の中には、「長部」の21経・28経、「中部」の49経などのように、問答体の経が記別と呼ばれている。
なお経典などによっては、記別の別の字に草冠（くさかんむり）を付して記莂と記すことも多いが、本来の字は別とされる（法華文句七上など）。